# 王桂波
王桂波（1964年—），山东诸城人，汉族，中华人民共和国政治人物、全国人民代表大会山东地区代表。
毕业于山东省经济管理干部学院经济管理专业。加入中国共产党。担任山东新郎希努尔股份有限公司董事长。2008年起担任全国人大代表。2013年，担任全国人大代表。2018年2月24日，当选为第十三届全国人大代表。